# Аква-Анио-Ветус
Анио-Ветус (лат. Anio Vetus — «старый Анио») — акведук, некогда функционировавший в Древнем Риме.
Название акведука происходит от реки Анио (Аниене), название «старый» акведук получил после строительства нового акведука — Анио-Новус в 38 г. н. э. Строительство этого водопровода, ставшего вторым в Риме после Аква-Аппия, было начато в 272 году и завершено в 269 году до н. э. Строительство началось при Мании Курии Дентате и Луции Папирии Курсоре и шло на средства, полученные после победы над Пирром, завершено при Марке Фульвии Флакке.

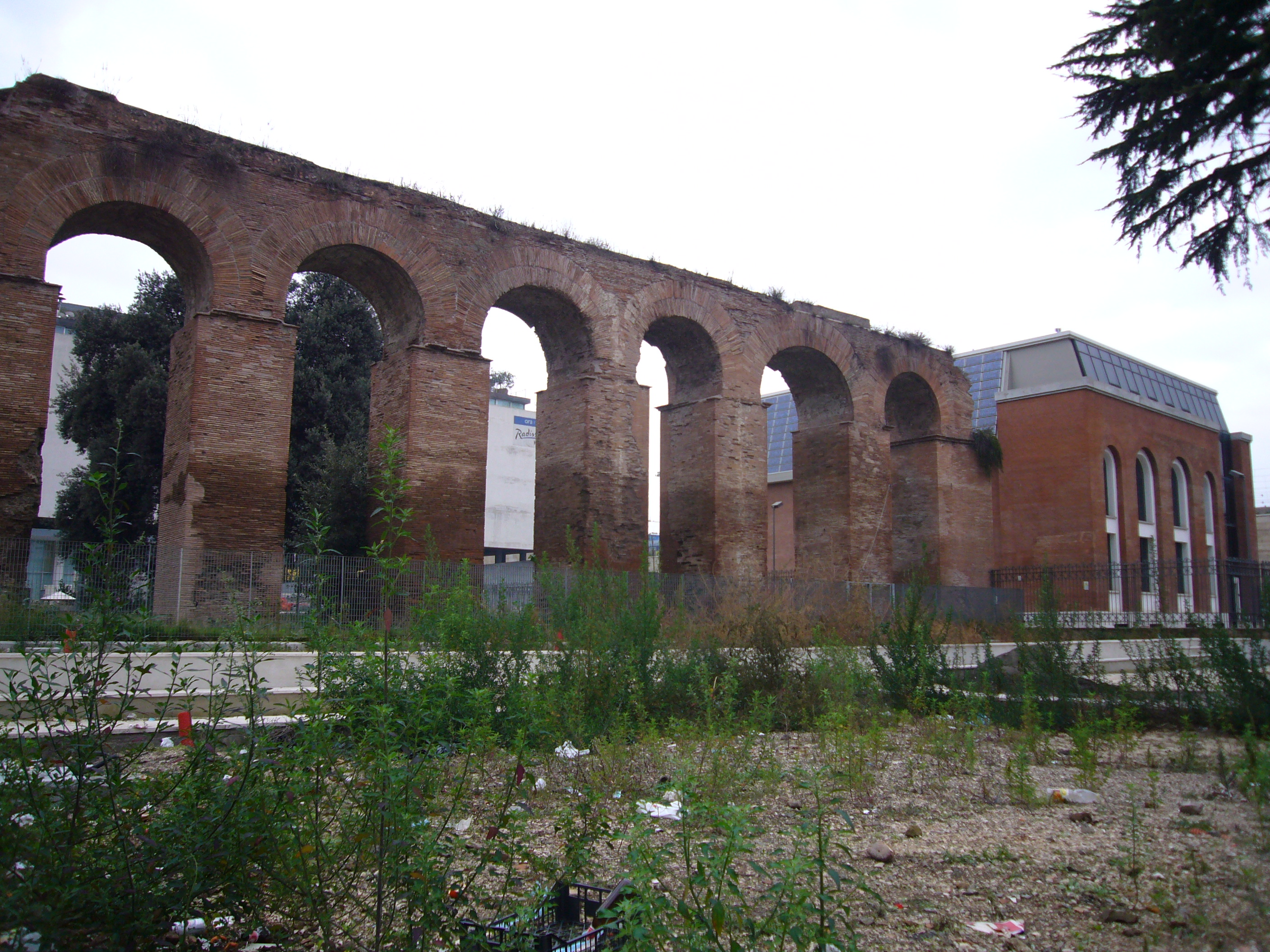
Анио-Ветус на Эсквилине

Вода в акведук поступала из источника в долине Анио, который находился между современными коммунами Виковаро и Мандела. По оценке Секста Юлия Фронтина, на входе в город мощность акведука составляла 182 тысячи кубических метров воды в день Длина акведука составляла 64 километра, он почти полностью проходил под землёй.
Несколько раз акведук ремонтировался. Первый раз при Квинте Марции Рексе во II веке до н. э., второй раз при Марке Випсании Агриппе в 33 до н. э., а в третий раз при императоре Октавиане Августе с 11 по 4 годы до н. э. После строительства Анио-Новус, вода из старого акведука стала использоваться в основном для полива садов.